# Köksal Çakır
Köksal Çakır (* 1. Oktober 1974 in Çayırlı, Türkei) ist ein deutscher Karateka türkischer Abstammung. Er trägt den 5. Dan. Zu seinen größten sportlichen Erfolgen zählen die Bronzemedaille bei der Weltmeisterschaft 2002 und der Gewinn der World Games im Jahr 2005.

## Leben
Köksal Çakır lebt seit seiner Kindheit in Ludwigsburg und studierte nach dem Abitur an der pädagogischen Hochschule in Ludwigsburg Mathematik auf Lehramt. Parallel dazu absolvierte er an der Trainerakademie Köln des DOSB sein Diplomstudium.
Köksal Çakır ist heute hauptberuflich Lehrer an einer Grundschule im Stuttgarter Norden.

## Sport
Köksal Çakır begann erst im Alter von 17 Jahren mit dem Karate. Von 2000 bis 2007 kämpfte er in der Karate-Nationalmannschaft für Deutschland sowohl im Einzel in der Gewichtsklasse -75 kg als auch im Team. Während seiner Zeit als aktiver Sportler konnte er zahlreiche internationale Erfolge feiern.
Im Jahr 2002 erreichte Köksal Çakır beim World Cup in Dresden bei einem Teilnehmerfeld mit über 1200 Karatekas aus 41 Nationen in seiner Gewichtsklasse das Finale und gewann am Ende die Goldmedaille. Noch im selben Jahr belegte er bei den in Madrid stattfindenden Weltmeisterschaften den dritten Platz und gewann die Bronzemedaille. Es folgten weitere Podest-Platzierungen bei den Croatia Open (2004), den French Open (2005) und den Dutch Open (2005). Bei den World Games im Jahr 2005 gelang ihm mit dem Gewinn des Finalkampfes und damit der Goldmedaille sein größter Erfolg.
Bereits vor seiner Zeit in der deutschen Karate-Nationalmannschaft war Köksal Çakır für jüngere Karatekas Trainer und Mentor. Im Jahr 2004 wurde er vom Deutschen Karate Verband (DKV) zum Bundestalentkadertrainer ernannt und vom Landessportverband Baden-Württemberg (LSV) und der Gmünder Ersatzkasse (GEK) als Sponsor mit dem Trainerpreis des Jahres 2004 ausgezeichnet.
Aktuell ist Köksal Çakır als Landestrainer im Karateverband Baden-Württemberg (KVBW) tätig und konzentriert sich auf die Nachwuchsarbeit. Außerdem ist er auch Trainer beim MTV 1846 Ludwigsburg und beim KC Stuttgart. Zusätzlich ist er in Schulen als Referent für Gewaltprävention unterwegs. Zudem sitzt Köksal Çakır im Exzellenzbeirat des Instituts für Bewegungsbildung & Bewegungsforschung.

## Erfolge

### Nationale Erfolge (Auszug)
Insgesamt wurde Köksal Çakir 25-mal Deutscher Meister (Gewichtsklasse, Allkategorie, Mannschaft)
1996
- 3. Platz -80 kg, Deutsche Meisterschaft

1999
- 2. Platz -80 kg, Deutsche Meisterschaft

2000
- 2. Platz -80 kg, Deutsche Meisterschaft

2001
- 3. Platz -75 kg, Deutsche Meisterschaft

2003
- 1. Platz -75 kg, Deutsche Meisterschaft
- 2. Platz Allkategorie, Deutsche Meisterschaft

2004
- 1. Platz -75 kg, Deutsche Meisterschaft
- 2. Platz Allkategorie, Deutsche Meisterschaft

2005
- 1. Platz -75 kg, Deutsche Meisterschaft
- 2. Platz Allkategorie, Deutsche Meisterschaft

2006
- 1. Platz -75 kg, Deutsche Meisterschaft
- 1. Platz Allkategorie, Deutsche Meisterschaft

2007
- 1. Platz -75 kg, Deutsche Meisterschaft
- 2. Platz Allkategorie, Deutsche Meisterschaft
- 1. Platz Team, Deutsche Meisterschaft

### Internationale Erfolge (Auszug)
2002
- 1. Platz -75 kg, World Cup

2004
- 3. Platz -75 kg, Karate Croatia Open

2005
- 3. Platz -75 kg, French Open
- 3. Platz -75 kg, Dutch Open
- 5. Platz -75 kg, European Championships
- 1. Platz -75 kg, World Games

2006
- 3. Platz -75 kg, French Open
- 3. Platz -75 kg, Dutch Open
- 5. Platz -75 kg, German Open

2007
- 5. Platz -75 kg, European Championships

## Auszeichnungen
- LSV-GEK-Trainerpreis des Jahres 2004
- 7× Sportler des Jahres in Ludwigsburg